# اندره کوزنتسوف (ورزشکار)
اندره کوزنتسوف (روسی: Андрей Кузнецов؛ ۲۳ آوریل ۱۹۶۶ – ۳۰ دسامبر ۱۹۹۴) بازیکن والیبال اهل روسیه بود.